# Sphenoptera arnoldii
Sphenoptera arnoldii es una especie de escarabajo del género Sphenoptera, familia Buprestidae. Fue descrita científicamente por Alexeev en 1975.

## Distribución
Habita en la región paleártica.